# Richard Rowles
Richard Rowles (* 3. Januar 1973 in Lae, Papua-Neuguinea) ist ein ehemaliger australischer Boxer und Olympiateilnehmer von 1996 und 2000.

## Karriere
Richard Rowles gewann den Australischen Meistertitel 1993 und 1995 im Weltergewicht, 1997 und 2000 im Halbmittelgewicht, sowie 2004 im Mittelgewicht.
Bei Ozeanischen Meisterschaften gewann er den Titel 1994 und 1995 im Weltergewicht sowie 1998 und 2000 im Halbmittelgewicht. Darüber hinaus war Rowles Bronzemedaillengewinner im Weltergewicht der Commonwealth Games 1994 in Kanada.
Richard Rowles boxte auch zweimal bei Olympischen Spielen. 1996 schied er in Atlanta im ersten Kampf gegen György Mizsei aus. 2000 in Sydney besiegte er in der Vorrunde Juan Ubaldo, ehe er im Achtelfinale gegen Felix Sturm (eigentlich Adnan Ćatić) unterlag.